# Kalpî
Kalpî est une ville de l'État de l'Uttar Pradesh en Inde.

## Géographie
Kalpî est située sur la rive droite de la Yamunâ.

## Histoire
La ville aurait été fondée par le roi Vasudeva à la fin du IVe siècle sous le nom de Kalpriya Nagari, nom qui a été abrégé par la suite en Kalpî. En 1196, elle est conquise par Qûtb ud-Dîn Aibak, vice-roi de Muhammad Ghûrî, et joue dès lors un rôle important dans l'histoire de l'Inde centrale.
Sous le règne d'Akbar, la ville est le siège d'un gouvernorat et frappait une monnaie de cuivre. Kalpî est également censée être la ville natale du sage Vyāsa, l'auteur du Mahābhārata.
Vers le milieu du XVIIIe siècle, la ville passa dans les mains des Marathes, puis fut prise par les Anglais en 1803. En 1857, la rani Lakshmî Bâî s'y réfugie dans le cadre de la révolte des Cipayes, mais les forces anglaises, conduites par Hugh Rose, reprennent la forteresse défendue par 10 000 rebelles en mai 1858.